# Convento del Espíritu Santo (Hoyos)
El convento del Espíritu Santo es un convento de los siglos XVI-XVII en ruinas ubicado en el municipio español de Hoyos, en la provincia de Cáceres.
Comenzó a construirse a mediados del siglo XVI y durante tres siglos fue ocupado por frailes de la Orden Franciscana. En el siglo XIX, tras ser desamortizado, fue casi completamente destruido para hacer casas y actualmente solo conserva restos de la iglesia y del claustro. Está inscrito en la Lista roja de patrimonio en peligro de Hispania Nostra desde 2021.

## Localización
Se ubica en las afueras meridionales de la población, lindando con el campo excepto en su parte noreste, donde pasa una curva de la calle Pablo Pérez, que es la salida del casco antiguo de la villa hacia la carretera CC-108 que lleva a Cilleros. El convento está separado de dicho casco antiguo por el arroyo de los Hurones, afluente de la rivera de Acebo. Se hallaba completamente rodeado de huertos y corrales hasta la década de 1990, cuando la burbuja inmobiliaria de la época llevó a construir una pequeña urbanización de casas nuevas al este del convento.

## Historia
Pertenecía a la provincia de San Miguel de la Orden Franciscana y fue fundado por Pablo Pérez (o Pablos Pérez), vecino de la villa de Hoyos, que intervino en la conquista del Perú junto a Pizarro, donde se enriqueció. Según manifiesta el profesor García Mogollón, que ha manejado datos de archivo, presenta el monasterio varias fases constructivas. En 1556 ya existía una iglesia conventual de pequeñas dimensiones, el monasterio comenzaba a construirse; en años posteriores se irá ampliando. Los trabajos esenciales se llevaron a cabo entre los años 1596 y 1641 (la última es la fecha que aparece en el escudo de la portada). En el siglo XVIII se siguen realizando reparaciones puntuales y pequeñas intervenciones.
El Interrogatorio de la Real Audiencia de Extremadura de 1791 señala que era un convento pequeño, habitado por dieciocho frailes, de los cuales once sacerdotes. En él se enseñaba la gramática a los estudiantes de la villa, sin coste para ellos ni para sus padres. El convento se sostenía fundamentalmente a base de limosnas, pues las tres obras pías con las que contaba generaban escasas rentas.
En la actualidad se encuentra expoliado y los pocos restos que conserva están en ruina, ya que su primer comprador en el siglo XIX destruyó el edificio, con la única intención de aprovechar los materiales para construir casas. Actualmente solo son reconocibles los muros de la iglesia conventual y los cimientos del claustro, ambos con sus puertas de acceso.

## Descripción
El templo conventual fue construido con sillería en el exterior y mampostería gruesa en el interior. De los pocos restos de muro conservados, destacan los de la cabecera y el lado del evangelio. Este último se ubica al este y es el primero que se ve desde fuera, manteniéndose cuasi intacto. Está reforzado con cinco contrafuertes de granito para sostener las desaparecidas bóvedas. Conserva la portada que daba entrada al templo desde el exterior, a la que se accedía a través de unas escaleras, en la actualidad desaparecidas. Abre en arco de medio punto con dovelas de gran tamaño y en su parte superior hay un escudo de granito alusivo al fundador, cuyo nombre consta en el epígrafe: “PABLOS/PEREZ 1641”.
Por su parte, el lado de la epístola, ubicado al oeste, hay escasos vestigios del muro, pero se disponen en él unas curiosas aberturas que parecen haber servido como confesionarios, cada una con una puerta que da acceso al templo y otra hacia el claustro. También había en este muro dos puertas más convencionales, una adintelada, junto a la cabecera y de la que no se conservan restos, y otra a los pies a la que se accede por una escalinata.
Por el interior, la iglesia constaba una sola nave de tres tramos más capilla mayor. Del cierre superior del espacio no se conservan restos, aunque se cree que debió ser con bóvedas nervadas. La tribuna coral se disponía a los pies, sin vestigios, salvo los arranques de las bóvedas de arista. La sacristía se situaba en el lado de la epístola, junto al ábside.
Del claustro, aunque se encuentra arrasado, se aprecia su superficie, pues son visibles los suelos de las cuatro crujías y la forma del jardín interior. Se entraba por una puerta abierta por el norte y en torno a él se distribuían las dependencias que tuvo el convento. Por la documentación, se sabe que tenía una pequeña capilla dedicada a la Virgen de la Soledad.
En lo referente al mobiliario artístico que pudo acoger el convento se desconoce la mayoría del contenido. Se cree que algunas de las piezas pueden estar recogidas en el templo parroquial, como una Inmaculada Concepción del siglo XVIII.
En la calle Pablos Pérez, junto a la acera más cercana a la portada del templo conventual, hay un crucero de granito sostenido en tres gradas de cantería y formado por basa de tipo geométrico troncopiramidal y fuste liso. Carece de capitel, pues la cruz latina que corona el conjunto se apoya directamente sobre el fuste. Lo más peculiar del crucero son cuatro piedras ubicadas a su alrededor como marcando un cuadrado, que el profesor García Mogollón cree que podrían haber sostenido un pórtico hoy desaparecido.